# Tru64 UNIX
Tru64 UNIX is een stopgezet 64-bit UNIX-besturingssysteem voor de Alpha-instructiesetarchitectuur (ISA), in het bezit van Hewlett-Packard (HP). Voorheen was Tru64 UNIX een product van Compaq en daarvoor van Digital Equipment Corporation (DEC), waar het bekend stond als Digital UNIX (oorspronkelijk DEC OSF/1 AXP).
Tru64 UNIX is gebaseerd op het OSF/1-besturingssysteem. Het is een buitenbeentje onder commerciële UNIX-implementaties omdat het geïmplementeerd is bovenop de Machkernel die ontwikkeld is aan de Carnegie Mellon University. Het vorige UNIX-product van DEC stond bekend als Ultrix en was gebaseerd op BSD.

## DEC OSF/1 AXP
In 1988 richtte Digital Equipment Corporation (DEC) samen met IBM, Hewlett-Packard en anderen de Open Software Foundation (OSF) op. Een van de hoofddoelen was het ontwikkelen van OSF/1, een versie van Unix om te concurreren met System V Release 4 van AT&T Corporation en Sun Microsystems. Na de eerste release van DEC (OSF/1 Release 1.0) in januari 1992 voor hun reeks MIPS-gebaseerde DECstation-werkstations, porteerde DEC OSF/1 naar hun nieuwe Alpha AXP-platform (als DEC OSF/1 AXP). Dit was de eerste versie (Release 1.2) van wat meestal OSF/1 wordt genoemd. DEC OSF/1 AXP Release 1.2 werd uitgebracht in maart 1993. OSF/1 AXP was een volledig 64-bits besturingssysteem en de native UNIX-implementatie voor de Alpha-architectuur. Na OSF/1 AXP V2.0 werd ook UNIX System V-compatibiliteit in het systeem geïntegreerd.

## Digital UNIX
In 1995, te beginnen met release 3.2, hernoemde DEC OSF/1 AXP naar Digital UNIX om te benadrukken dat het besturingssysteem voldeed aan de X/Open Single UNIX Specification.

## Tru64 UNIX
Na de overname van DEC door Compaq begin 1998 werd Digital UNIX met de release van versie 4.0F hernoemd naar Tru64 UNIX om het 64-bit-karakter ervan te benadrukken en het merk Digital uit te faseren.
In april 1999 kondigde Compaq aan dat Tru64 UNIX 5.0 met succes draaide op Intel's IA-64-simulator. Deze portering werd echter een paar maanden later geannuleerd.

## TruCluster Server
Vanaf release V5.0 bood Tru64 UNIX een clusterfaciliteit genaamd TruCluster Server. TruCluster maakte gebruik van een bestandssysteem dat zichtbaar was voor elke computer in de cluster. Elke computer had één of nul stemmen, wat gecombineerd met een mogelijke quorumschijf een algoritme voor clustervorming implementeerde dat vergelijkbaar is met dat van OpenVMS.

## Het einde
Met de overname van Compaq in 2002 kondigde HP aan dat het veel van de meer innovatieve functies van Tru64 UNIX (waaronder AdvFS, TruCluster en LSM) naar HP-UX zou migreren. In december 2004 wijzigde HP echter zijn plannen: ze zouden het Veritas-bestandssysteem gaan gebruiken ten koste van de geavanceerde Tru64-functies. Als gevolg daarvan werden veel van de overgebleven Tru64-ontwikkelaars ontslagen.
De laatste onderhoudsrelease, 5.1B-6, werd uitgebracht in oktober 2010. HP bleef True64 nog ondersteunen tot en met 31 december 2012.
In 2008 heeft HP het AdvFS-bestandssysteem aan de open-sourcegemeenschap geschonken.